# Adiós Chantecler
 «Adiós Chantecler»  es un tango cuya letra y música pertenecen a Enrique Cadícamo que fue grabado por Jorge Valdez con la orquesta de Juan D'Arienzo el 19 de noviembre de 1958 para el sello RCA Victor. El Chantecler era un cabaré de la ciudad de Buenos Aires construido en 1924 que fue demolido en 1960 después de haber estado sin funcionar un tiempo.

## El autor
Enrique Cadícamo (Luján, Provincia de Buenos Aires, 15 de julio de 1900 - 3 de diciembre de 1999) fue un poeta y escritor argentino, autor de la letra de numerosos tango. Sus canciones registradas superan las 1200, varias de ellas grabadas por diversos intérpretes.

## El tema
Cadícamo era un asiduo concurrente al Chantecler, en la letra además de describir algunos detalles del local cita a diversos personajes vinculados al mismo. Madame Ricana, cuyo nombre completo era Giovanna Ritana, era uno de los dueños y estaba allí permanentemente, la mención de “René” parece no ser a una persona determinada sino referirse en general a las jóvenes que trabajaban como alternadoras o coperas, Juancito es Juan D’Arienzo, el músico emblemático de ese cabaré y el Príncipe Cubano es el apodo de Ángel Sánchez Carreño, un moreno que tenía a su cargo las relaciones públicas del local, el manejo del personal y la presentación de los espectáculos además de controlar la apariencia, comportamiento y vestimenta de los mozos y de las alternadoras.  
El letrista se refiere a Giovanna Ritana en esta forma:
Entre aquellas rojas cortinas de pana,

.de tus palcos altos que ahora no están,

se asomaba siempre madama Ritana

cubierta de alhajas, bebiendo champán.

Este tango fue grabado por la orquesta de D’Arienzo con la voz de Jorge Valdez  el 19 de noviembre de 1958 cuando el cabaré, que fue demolido en 1960, ya no funcionaba.